# Villa medicea di Lilliano
La Villa Medicea di Lilliano si trova a sud di Firenze su una collina nel territorio comunale di Bagno a Ripoli, non lontano dalla Villa Medicea di Lappeggi.

## Storia

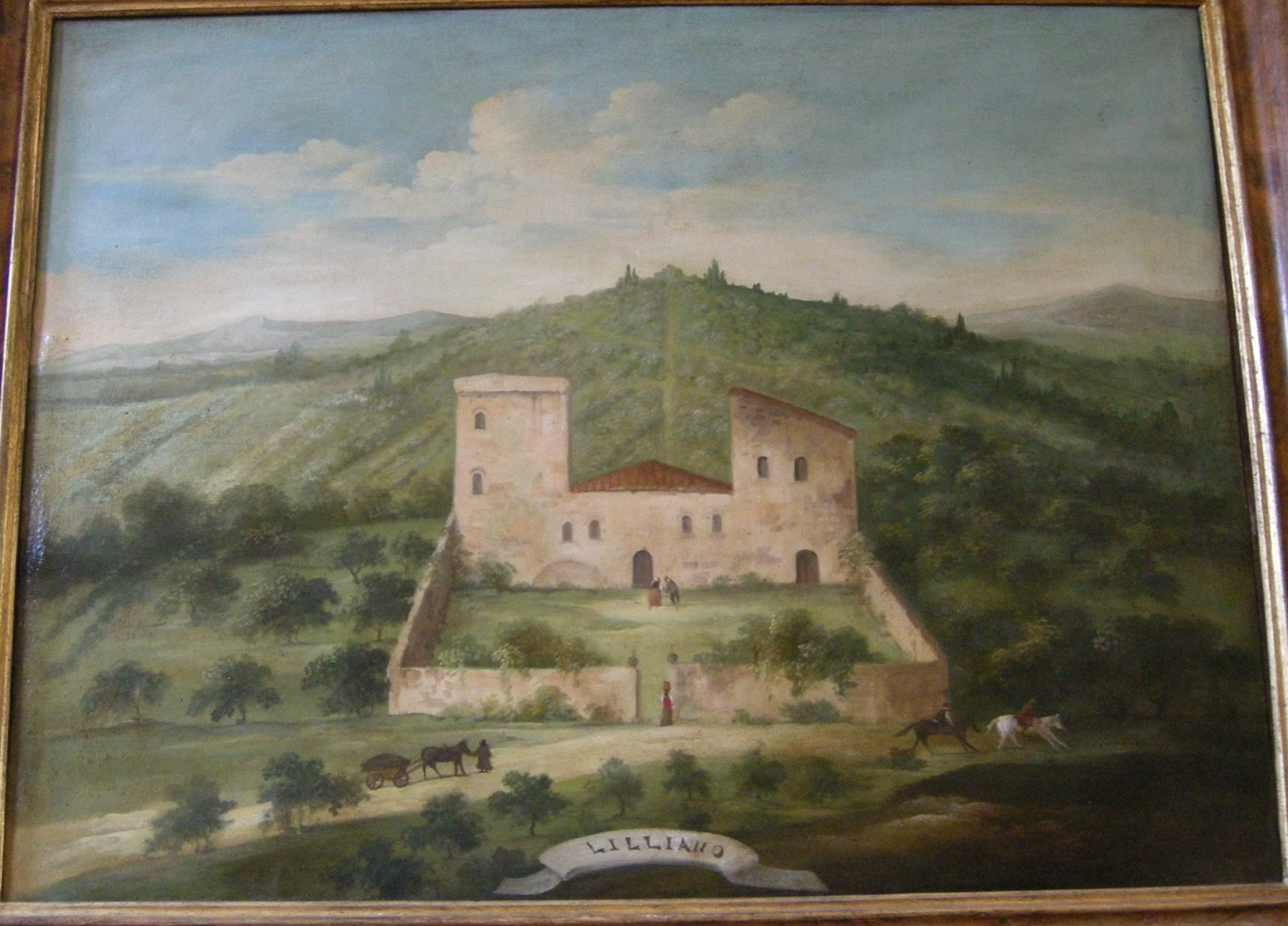
La villa in una ricostruzione come doveva apparire in antico

La storia della Villa Medicea di Lilliano inizia intorno all'XI secolo come torre di avvistamento, ma notizie più precise si hanno a partire dal XV secolo, quando la villa appartenne alla famiglia Giannellini del gonfalone Ferza, per divenire nel 1480 di proprietà dei Guiducci e infine dei Capponi.
La villa, a quel tempo chiamata "Palazzo della Fattoria",  il 15 luglio 1646, fu acquistata dal granduca Ferdinando II per ingrandire la vicina tenuta di Lappeggi. La Villa venne inizialmente adibita a semplice casa del fattore. Il semplice aspetto della villa all'epoca è testimoniato da un dipinto attribuito a Giusto Utens, in cui si vede un corpo di fabbrica dal quale sporgono le due torri laterali, circondato da un alto muro.
Nel 1667 fu assegnata dal Granduca di Toscana Cosimo III al fratello Cardinale Francesco Maria de' Medici, il quale iniziò i restauri sotto la guida dell'architetto Anton Maria Ferri. In questo periodo la villa subì ristrutturazioni ed ampliamenti e le fu data la forma attuale, ornandola con fontane, vasche, vasi e piante di limoni. Fu rialzata la villa, abbassate e regolarizzate le torri, ingranditi gli spazi interni e abbellito il giardino, con gli stessi artisti che contemporaneamente lavoravano a Lappeggi.
La villa, trasformata ormai in una dimora padronale a tutti gli effetti, veniva in particolare usata come luogo di accoglienza e ricevimento per gli ospiti più illustri della casata, tra i quali nel 1709 il re di Danimarca Federico IV, per il quale il cardinale e Giangastone organizzarono un ballo rimasto famoso.
Nel 1709, per volere di Cosimo III, il cardinale Francesco Maria sposò Eleonora di Guastalla al fine di assicurare una discendenza alla famiglia Medici che si stava estinguendo ma il Cardinale morì nel 1711 senza eredi ed i suoi beni furono venduti all'asta per pagare i debiti.
Abbandonata all'epoca dei Lorena, venendo incorporata nel patrimonio ecclesiastico nel 1816 e, dopo alcuni passaggi di proprietà, nel 1830 la Villa fu acquisita dalla famiglia Malenchini.

## Descrizione

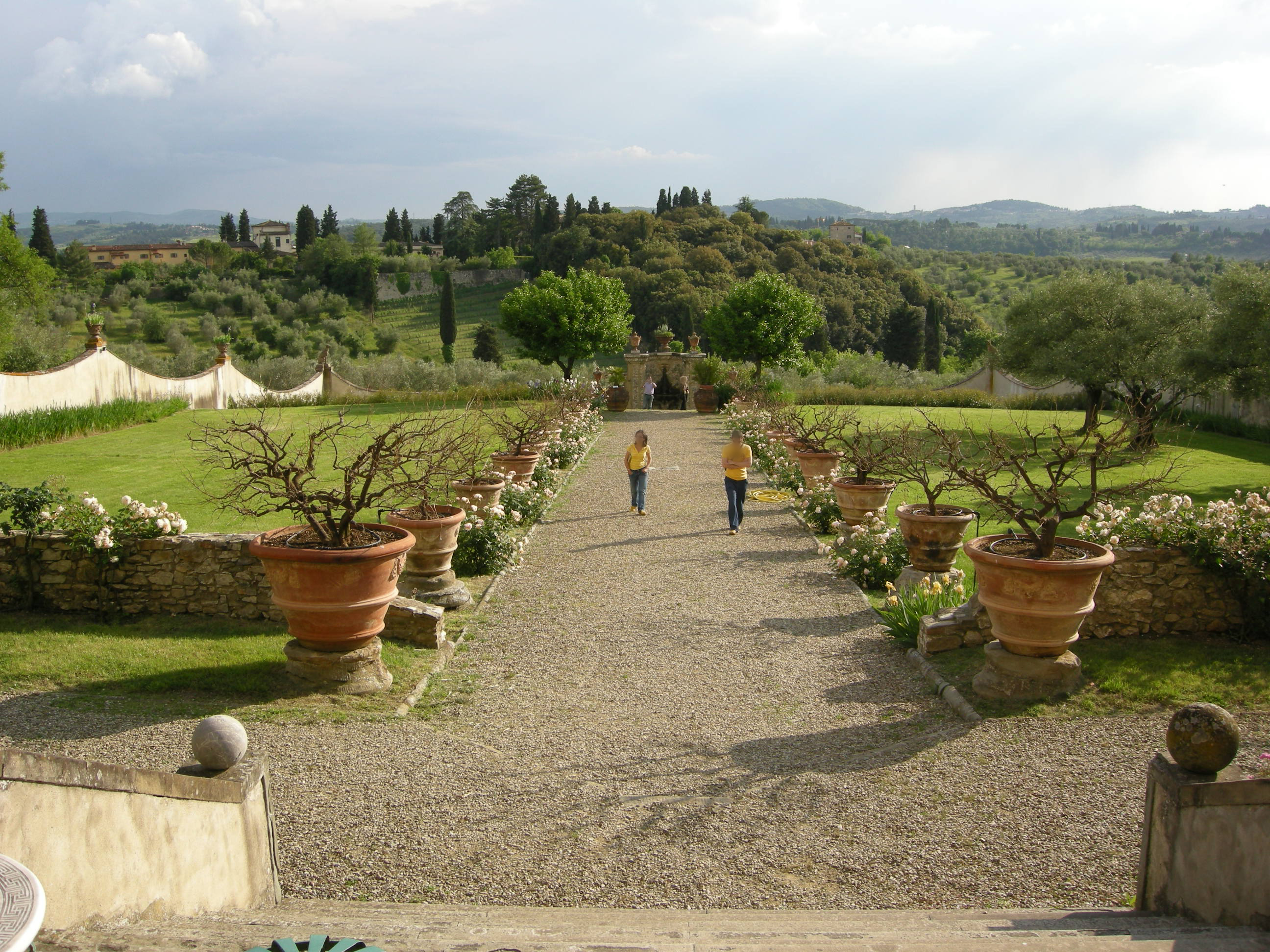
Il giardino

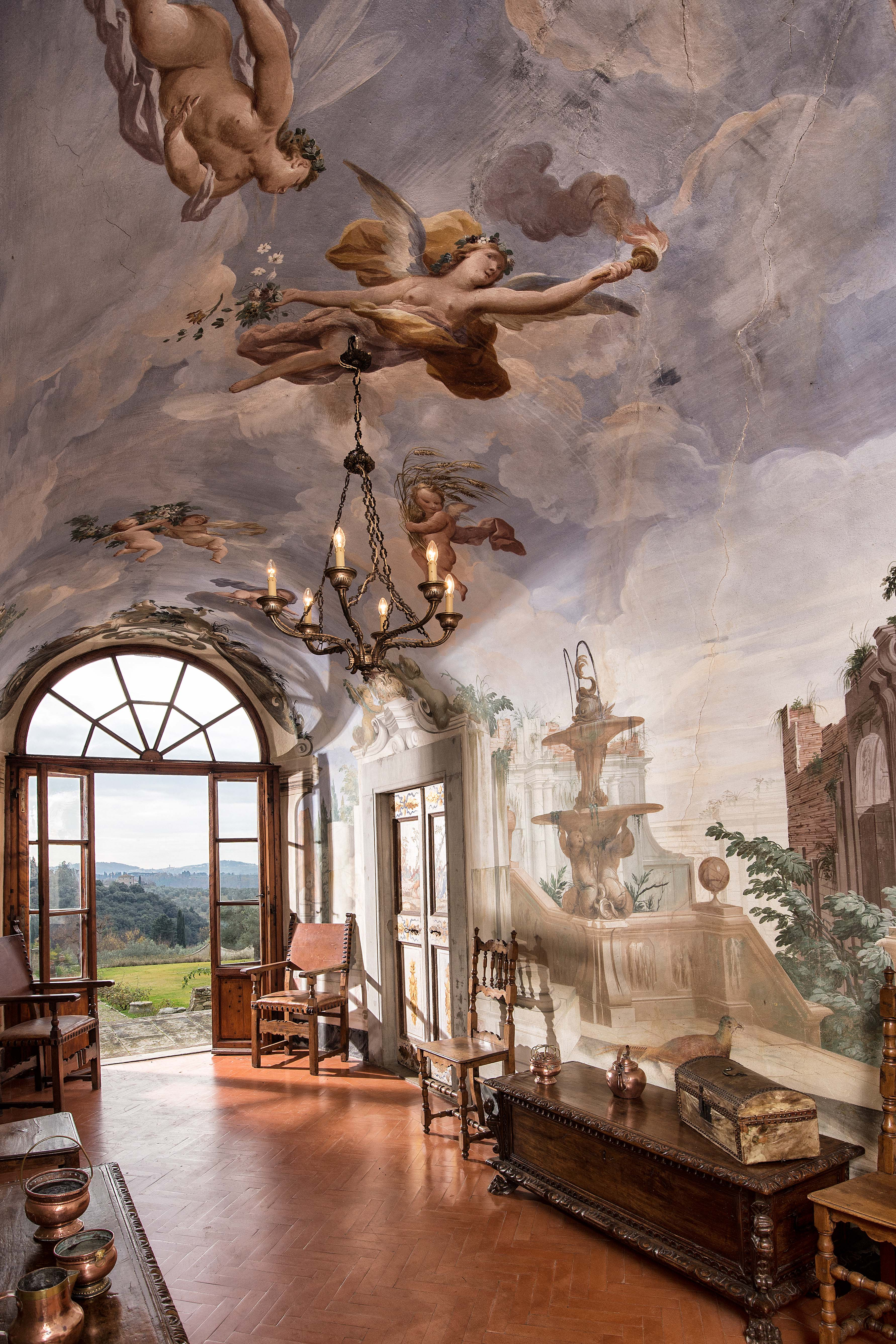
Ingresso principale

La facciata principale, a mezzogiorno, è seicentesca e semplicissima, inquadrata da due torricelle. All'interno alcune sale sono affrescate, come la suggestiva galleria centrale (opera di Pier Dandini per la parte figurativa e di Rinaldo Botti per lefinte architetture) e una cappellina ha stucchi e decorazioni varie. Secondo le fonti antiche proprio in questa cappellina il cardinale Francesco Maria si ritirò a meditare sulla scelta da fare rinunciando alla porpora ed alla sua piacevole vita per maritarsi cercando di evitare la scomparsa della dinastia. Lo stemma della dinastia si vede sulla ventarola di ferro sul tetto.
Sul lato sud si trova un giardino con ninfeo. La fontana con cariatide fu realizzata dall'architetto Giovan Battista Foggini ed è gemella della più nota fontana del Giardino di Boboli a Firenze. Sul fianco destro del giardino si trova la limonaia. Qui si trovano aiuole geometriche bordate da siepi di bosso sagomate, abbellite da conche di limoni nei mesi caldi.
Dal cortile interno della villa, ornato da una vasca circolare centrale, partono due ampi scaloni simmetrici, percorribili anche a cavallo, che conducono alla terrazza che si affaccia su Firenze. Dalla terrazza si accede ad un ampio salone un tempo adibito a granaio.
Sotto la Villa, che è anche sede dell'azienda vitivinicola e olearia Malenchini, si trovano la cantina e l'orciaia, con gli antichi orci provenienti dalle fornaci dell'Impruneta e di Belmonte.